# Fugees
Fugees (/ˈfuːdʒiːz/; đôi khi được ghi là The Fugees) là một nhóm nhạc hip hop của Hoa Kỳ bắt đầu nổi tiếng vào giữa những năm 1990. Các tiết mục của họ bao gồm các yếu tố của hip hop, soul và nhạc vùng Caribê, đặc biệt là reggae. Các thành viên của nhóm là rapper/ca sĩ/nhà sản xuất Wyclef Jean, rapper/ca sĩ/nhà sản xuất Lauryn Hill, và rapper/nhà sản xuất Pras Michel. Jean và Michel là người Haiti trong khi Hill là người Mỹ, họ đặt tên của ban nhạc bằng cách rút ngắn từ refugees, nghĩa là "người tị nạn".
Trước khi tan rã vào năm 1997, nhóm đã thu âm hai album, một trong số đó, The Score (1996), là một thành công đa bạch kim và Grammy và chứa bản hit "Killing Me Softly". Hill và Jean đều tiếp tục sự nghiệp thu âm solo thành công; Michel tập trung vào các bản thu âm và diễn xuất, mặc dù anh đã có thành công thương mại với bài hát "Ghetto Supastar". Năm 2007, MTV xếp họ là nhóm hip-hop vĩ đại thứ chín của mọi thời đại.